# A New Day... Live in Las Vegas
A New Day... Live in Las Vegas é o primeiro álbum ao vivo em inglês da cantora canadense Céline Dion, lançado em 2004. O show foi gravado em Las Vegas neste mesmo ano.
| Críticas profissionais                                                      | Críticas profissionais |
| Avaliações da crítica                                                       | Avaliações da crítica  |
| Fonte                                                                       | Avaliação              |
| --------------------------------------------------------------------------- | ---------------------- |
| allmusic                                                                    | [ 1 ]                  |
| Esta tabela precisa de ser acompanhada por texto em prosa. Consulte o guia. |                        |

## Faixas
| N.º            | Título                           | Compositor(es)                    | Duração |  |
| 1.             | "Nature Boy"                     | Eden Ahbez                        | 4:13    |  |
| 2.             | "It's All Coming Back to Me Now" | Jim Steinman                      | 3:37    |  |
| 3.             | "Because You Loved Me"           | Diane Warren                      | 2:28    |  |
| 4.             | "I'm Alive"                      | Kristian Lundin, Andreas Carlsson | 4:15    |  |
| 5.             | "If I Could"                     | K. Hirsh, M. Sharron, Ron Miller  | 5:15    |  |
| 6.             | "At Last"                        | Mack Gordon, Harry Warren         | 3:30    |  |
| 7.             | "Fever"                          | Otis Blackwell, E. Cooley         | 2:53    |  |
| 8.             | "I've Got the World on a String" | Ted Koehler, Harold Arlen         | 2:23    |  |
| 9.             | "Et je t'aime encore"            | Jean-Jacques Goldman, J. Kapler   | 4:42    |  |
| 10.            | "I Wish"                         | Stevie Wonder                     | 4:13    |  |
| 11.            | "I Drove All Night"              | Billy Steinberg, T. Kelly         | 4:47    |  |
| 12.            | "My Heart Will Go On"            | James Horner, Will Jennings       | 5:24    |  |
| 13.            | "What a Wonderful World"         | G. D. Weiss, Bob Thiele           | 4:47    |  |
| 14.            | "You and I" (versão em estúdio)  | Aldo Nova, Jacques Duval          | 4:05    |  |
| 15.            | "Ain't Gonna Look the Other Way" | T. Ackerman, Bagge & Peer         | 4:25    |  |
| 16.            | "Contre nature"                  | Jacques Veneruso                  | 4:09    |  |
| Duração total: | Duração total:                   | Duração total:                    | 61:00   |  |

## Desempenho nas tabelas musicais

### Posições
| Tabela musical (2014)              | Melhor posição |
| ---------------------------------- | -------------- |
| Alemanha - Media Control Charts    | 20             |
| Austrália - ARIA Albums Chart      | 69             |
| Áustria - Ö3 Austria Top 40        | 21             |
| Bélgica - Ultratop 50 (Flandres)   | 7              |
| Canadá - Canadian Albums           | 2              |
| Dinamarca - Hitlisten              | 32             |
| Espanha - PROMUSICAE               | 58             |
| Estados Unidos - Billboard 200     | 10             |
| França - SNEP                      | 9              |
| Grécia - AGPP                      | 1              |
| Países Baixos - Mega Album Top 100 | 12             |
| Portugal - AFP                     | 12             |
| Reino Unido - UK Albums Chart      | 22             |
| Suíça - Schweizer Hitparade        | 13             |